# Szekvenciális csatolás
Az objektumorientált programozásban a szekvenciális csatolás azt jelenti, hogy egy osztály metódusait csak bizonyos sorrendben lehet hívni, különben az osztály nem az elvárt módon működik, amire lehet, hogy kivételek sem figyelmeztetnek. A kontextustól függően ez antiminta lehet.
Metódusok, amelyek neve a következő szavak valamelyikével kezdődik: Init, Begin, Start, szekvenciális csatolásra utalnak.
Analógiaként, ha egy kocsit anélkül próbálnak meg gyorsítani, hogy beindítanák a motort, akkor a kocsi nem gyorsul. Nem megy tönkre, nem omlasztja össze a programot, nem dob kivételt, egyszerűen nem gyorsul.
A szekvenciális csatolás megoldható sablon metódussal.

## Fordítás
Ez a szócikk részben vagy egészben  a   Sequential coupling című angol Wikipédia-szócikk fordításán alapul.  Az eredeti cikk szerkesztőit annak laptörténete sorolja fel. Ez a jelzés csupán a megfogalmazás eredetét és a szerzői jogokat jelzi, nem szolgál a cikkben szereplő információk forrásmegjelöléseként.